# 董孝子庙
29°51′39.09″N 121°31′35.61″E / 29.8608583°N 121.5265583°E
董孝子庙，位于中国浙江省宁波市海曙区原宁波市委党校南侧、规划公园绿地内，清代庙宇，为纪念东汉孝子董黯所建，1984年10月公布为海曙区文物保护单位。庙宇原位于宁波南郊祖关山，现址为经过两次搬迁，2019年迁建落成。

## 历史
董黯字叔达，东汉慈溪人，因事母至孝，汉和帝时敕封孝子。董孝子庙为褒扬董黯而建，原位于宁波旧城南郊祖关山，历代均有增建。该庙格局规整，规模宏大，雕刻工艺精美，是宁波地区清代坛庙类建筑中的代表作，1984年10月公布为海曙区文物保护单位。1998年，因萧甬铁路复线和宁波站（俗称宁波南站）扩建工程需要该庙向东南移百余米，新址位于尹江岸路279号，2010年因宁波站扩建需要再次迁移，迁建新址位于原宁波市委党校南侧、规划公园绿地内，2019年8月通过竣工验收。

## 形制
该庙占地面积2734平方米，建筑面积约1500平方米，坐北朝南，中轴线上列门厅、戏台、前殿、后殿，戏台两侧为东西厢房，门厅东侧为中军殿，内有董孝子塑像及二十四孝图石刻，整个建筑木雕、石雕内容丰富，是研究清代中叶宁波传统木、石雕刻工艺的实物标本。